# Kopernicja wielkojęzyczkowa
Kopernicja wielkojęzyczkowa (Copernicia macroglossa L.) – gatunek rośliny z rodziny arekowatych (popularnie nazywanych palmami). Pochodzi z Kuby.

## Morfologia
KłodzinaNiewysoka palma, osiągająca wysokość zwykle do 5 m. Kłodzina poniżej korony liściowej okryta jest szeroką "spódniczką" z zeschłych liści, stąd zwyczajowa angielska nazwa "petticoat palm". U wyższych okazów spódniczka może nie sięgać do ziemi.
LiściePióropusz o średnicy do 2 m, składa się z wachlarzowatych liści, złączonych ze sobą na jednej trzeciej długości. Najstarsze, jeszcze zielone,  liście ułożone niemal poziomo. Młode liście pokryte warstewką wosku, chroniącą je przed wysychaniem.
KwiatyKwiatostany silnie rozgałęzione, wyrastające spomiędzy liści. Drobne kwiaty w kolorze zielnkowożółtawym.
OwoceNiemal kuliste, do 1,5 cm średnicy.

## Zastosowanie
- Roślina ozdobna, sadzona w parkach i ogrodach.